# جاك بروم
جاك بروم (بالإنجليزية: John Egerton Broome)‏ هو رسام كارتون أمريكي، ولد في 23 فبراير 1901 في سياتل في الولايات المتحدة، وتوفي في 19 أبريل 1985.